# Carigrajski koledar
Carigrajski oziroma tudi bizantinski koledar šteje leta od domnevnega nastanka sveta leta 5508 pr. n. št. Ta način štetja let so uporabljali v bizantinskem cesarstvu.